# المدن في سفر يشوع
يسرد كتاب يشوع ما يقرب من 400 اسم مدينة شرقية قديمة (بما في ذلك أسماء بديلة ومشتقات على شكل كلمات تصف مواطني البلدة) والتي تشير إلى أكثر من 300 موقع مميز في فلسطين والأردن ولبنان وسوريا. كل من هذه المدن، مع استثناءات طفيفة. وفقا ل أسباط إسرائيل، وفي معظم الحالات يتم توفير تفاصيل إضافية مثل المدن المجاورة أو المعالم الجغرافية. وقد كانت واحدة من المصادر الأساسية لتحديد عدد وأماكن مدن من الشرق الأوسط في العصر الحديدي المشرقي المذكورة في الوثائق المصرية والكنعانية القديمة، وعلى الأخص في مراسلات العمارنة.

## أنظر أيضا
- سويمة (الكرك)